# Манфредония, Лионелло
Лионе́лло Манфредо́ния (итал. Lionello Manfredonia, 27 ноября 1956, Рим, Италия) — итальянский футболист, игравший на позициях полузащитника и защитника. По завершении игровой карьеры — спортивный функционер, работал в ряде итальянских футбольных клубов в качестве спортивного директора. В качестве игрока прежде всего известен по выступлениям за клубы «Лацио» и «Ювентус», а также национальную сборную Италии. Чемпион Италии. Обладатель Межконтинентального кубка.

## Клубная карьера
Воспитанник футбольной школы клуба «Лацио». Взрослую футбольную карьеру начал в 1975 году в основной команде того же клуба, в которой провёл десять сезонов, приняв участие в 201 матче чемпионата и забил 8 голов. Большую часть времени, проведённого в составе «Лацио», был основным игроком команды.
В течение 1985—1987 годов защищал цвета команды клуба «Ювентус». За это время завоевал титул чемпиона Италии.
Завершил профессиональную игровую карьеру в клубе «Рома», за команду которого выступал на протяжении 1987—1989 годов.

## Выступления за сборные
В течение 1976—1978 годов привлекался в состав молодёжной сборной Италии. На молодёжном уровне сыграл в 9 официальных матчах.
В 1977 году дебютировал в официальных матчах в составе национальной сборной Италии. В течение карьеры в национальной команде, которая длилась всего 2 года, провёл в форме главной команды страны 4 матча. В составе сборной был участником чемпионата мира 1978 года в Аргентине, во время которого находился в резерве и ни разу на поле не выходил.

## Титулы и достижения
- Чемпион Италии: «Ювентус»:  1985/1986
- Обладатель Межконтинентального кубка: «Ювентус»:  1985